# 서비스 광고 프로토콜
서비스 광고 프로토콜(Service Advertising Protocol, SAP)은 미국 노벨사에서 개발한 통신망 운영 체계인 넷웨어의 네트워크층 프로토콜인 IPX의 상위 계층에서 동작하는 통신 규약이다.
넷웨어의 서버와 클라이언트 사이에서 주소 정보나 그 서버가 제공하는 파일 서버, 프린터 서버 등의 서비스를 알리는 데 사용되며, 통상 60초 간격으로 패킷을 일제히 송신한다. SAP 패킷은 서버명, 서버의 IPX 주소 및 홉(hop) 수 등을 포함해서 IPX 패킷에 캡슐화되어 송수신된다. 넷웨어 5.0은 IP상에서 동작하는 SLP(service location protocol)를 SAP 대신 실장하여 문제 해결을 도모하고 있다.

## SAP 서비스 타입
| 값            | 의미              |
| ------------- | ----------------- |
| 0x0001        | 사용자            |
| 0x0002        | 사용자 그룹       |
| 0x0003        | 인쇄 큐           |
| 0x0004        | 파일 서버         |
| 0x0005        | 잡 서버           |
| 0x0006        | 게이트웨이        |
| 0x0007        | 인쇄 서버         |
| 0x0009        | 아카이브 서버     |
| 0x000A        | 잡 큐             |
| 0x000B        | 관리 객체         |
| 0x0021        | SNA 게이트웨이    |
| 0x0024        | 원격 브리지 서버  |
| 0x0027        | TCP/IP 게이트웨이 |
| 0x0047        | 광고 인쇄 서버    |
| 0x8000-0x7FFF | 예약된 공간       |
| 0xFFFF        | 와일드카드        |